# Alpignano
Alpignano (Alpignan en piemontès) és una ciutat italiana de 16.381 habitants a la ciutat metropolitana de Torí, al Piemont. Limita amb Druento i Pianezza a l'est, Caselette i Rosta a l'oest, Rivoli i Collegno al sud, i San Gillio i Val della Torre al nord.